# I'll Wait (Kygo e Sasha Sloan)
I'll Wait è un singolo del DJ norvegese Kygo e della cantautrice statunitense Sasha Sloan, pubblicato il 3 aprile 2020 come terzo estratto dal terzo album in studio di Kygo Golden Hour.

## Video musicale
Il video musicale è stato reso disponibile il 3 aprile 2020, in concomitanza con l'uscita del singolo. Nel video appaiono Rob Gronkowski e Camille Kostek.

## Tracce
Testi e musiche di Kyrre Gørvell-Dahll, Sasha Sloan e Scott Harris.
1. I'll Wait – 3:35

## Formazione
Musicisti
- Sasha Sloan – voce
- Scott Harris – chitarra

Produzione
- Myles Shear – produzione esecutiva
- Kygo – produzione
- Randy Merrill – mastering
- Șerban Ghenea – missaggio

## Classifiche
| Classifica (2020) | Posizione massima |
| ----------------- | ----------------- |
| Austria           | 71                |
| Croazia           | 54                |
| Germania          | 89                |
| Grecia            | 33                |
| Lituania          | 54                |
| Norvegia          | 9                 |
| Slovacchia        | 13                |
| Stati Uniti       | 107               |
| Svezia            | 28                |
| Svizzera          | 21                |